# АЕС Міхама
АЕС Міхама (яп. 美浜発電所) — одна з найстаріших атомних електростанцій в Японії.
Станція розташована на заході японського острова Хонсю на узбережжі Японського моря в місті Міхама (префектура Фукуї), за 320 км на захід від Токіо.
Будівництво АЕС Міхама почалося ще 1967 року. Всього було побудовано три реактори типу PWR потужністю 340 МВт, 500 МВт і 826 МВт відповідно. Перші два реактори було вирішено зупинити в 2015 році, тому поточна потужність АЕС Міхама становить 826 МВт.
Після аварії на АЕС Фукусіма-1 у березні 2011 року було зупинено всі атомні реактори Японії. Після цього неодноразово порушувалося питання про перезапуск багатьох реакторів. Однак багато реакторів вже практично виробили свій термін і витрачати кошти на підвищення безпеки їхньої роботи недоцільно. В результаті в 2015 було прийнято рішення про зупинення першого і другого реакторів АЕС Міхама. Експлуатацію третього реактора, навпаки, вирішено відновити після низки заходів щодо підвищення безпеки, які будуть проведені до березня 2020.

## Інциденти
2 вересня 1991 року зламалася одна із трубок парогенератора. Внаслідок цього спрацювала система аварійного охолодження реактора. Тим не менш, незначна кількість радіоактивних речовин вийшли за його межі.
17 травня 2003 року також стався злам парогенераторів на другому реакторі, проте цього разу витоку радіації вдалося уникнути.
9 серпня 2004 року о 15 годині 30 хвилині за місцевим часом на АЕС Міхама, на третьому енергоблоці — найновішому на станції — потужністю 826 МВт стався прорив труби парогенератора. Внаслідок надходження розпеченої пари, температура якої становила від 150 до 200 градусів за Цельсієм, загинули чотири людини, ще 18 отримали опіки, одна з яких згодом померла в лікарні. Загалом у будівлі третього енергоблока на цей момент перебували близько двохсот людей. Згідно з заявою уряду Японії, викиду радіації при цьому не відбулося, оскільки миттєво спрацювала система зупинки реактора. Однак багато вчених ставлять цей факт під сумнів. Згодом було виявлено недбалість керівництва та співробітників АЕС. Наприклад, турбіна третього реактора в момент розриву труби парогенератора не мала достатньої кількості охолодженої води. Стіни труби парогенератора витончилися внаслідок багаторічної корозії, що не було виявлено під час планових ремонтів реактора. Як з'ясувалося, труба, що прорвалася, не перевірялася з 1996 року, хоча за рік до аварії керівництво станції було попереджено про її можливе зношування у зв'язку з віком труби. За заявою менеджерів компанії перевірку труби було призначено на 14 серпня 2004 року.
Після трагедії на АЕС Міхама було проведено позачергові перевірки на всіх об'єктах атомної енергетики Японії. Сам третій реактор на АЕС Міхама був запущений у січні 2007 року, після внесення змін та отримання дозволу від керівництва префектури Фукуї. Аварія на АЕС Міхама стала серйозним інцидентом на рівні з аваріями на французькій АЕС Сен-Лоран та японському заводі Токаймура. Однак офіційно цій події було присвоєно лише перший рівень небезпеки за шкалою ядерних аварій INES.

## Інформація про енергоблоки
| Енергоблок | Тип реакторів   | Потужність | Потужність | Початок будівництва | Фізпуск    | Підключення до мережі | Введення в експлуатацію | Закриття   |
| Енергоблок | Тип реакторів   | Чистий     | Брутто     | Початок будівництва | Фізпуск    | Підключення до мережі | Введення в експлуатацію | Закриття   |
| ---------- | --------------- | ---------- | ---------- | ------------------- | ---------- | --------------------- | ----------------------- | ---------- |
| Міхама-1   | PWR, W (2-loop) | 320 МВт    | 340 МВт    | 01.02.1967          | 29.07.1970 | 08.08.1970            | 28.11.1970              | 27.04.2015 |
| Міхама-2   | PWR, M (2-loop) | 470 МВт    | 500 МВт    | 29.05.1968          | 10.04.1972 | 21.04.1972            | 25.07.1972              | 27.04.2015 |
| Міхама-3   | PWR, M (3-loop) | 780 МВт    | 826 МВт    | 07.08.1972          | 28.01.1976 | 19.02.1976            | 01.12.1976              | -          |